# La repubblica d'Evandria
La repubblica d'Evandria (titolo originario Il Porto o vero della Republica d'Evandria) è un romanzo filosofico-utopico in forma di dialogo attribuito allo scrittore faentino Ludovico Zuccolo e pubblicato a Venezia nel 1625 all'interno dei Dialoghi. L'opera immagina lo Stato ideale di Evandria con intenti riformatori ispirati alla ragion di Stato e rappresenta, secondo la critica, una tappa significativa nella tradizione dell'utopia rinascimentale italiana.
Zuccolo intendeva con quest'opera criticare la Utopia di Tommaso Moro, giudicata irrealistica, proponendo invece un modello repubblicano temperato dalla tradizione aristotelica.

## Storia editoriale
Il Porto o vero della Republica d'Evandria apparve come penultimo dei quindici dialoghi politici, filosofici e morali della raccolta Dialoghi, stampata a Venezia da Marco Ginammi (che l'autore aveva forse conosciuto a Ragusa) in quarto (329 carte) e datata 1625. In questa raccolta di scritti erano presenti anche altri due dialoghi utopistici: l’Aromatario o vero Della Republica di Utopia e il Belluzzi o vero Della città felice.
Una ristampa moderna, curata da Rodolfo De Mattei, fu pubblicata nel 1944 nella Collana degli Utopisti (Roma, Colombo Editore). Brani scelti compaiono ne L'utopia nell'età della Controriforma, antologia diretta da Luigi Firpo (Giappichelli, 1977).

## Trama
Il dialogo narra il viaggio di un mercante veneziano che approda nel porto di Evandria, penisola governata da un senato eletto su base merito-censitaria. Le leggi impongono la rotazione degli incarichi, l'istruzione obbligatoria e la tassazione progressiva delle rendite terriere; l'uso militare è limitato alla difesa comune, e il commercio marittimo è regolato da magistrature speciali. Alla fine il narratore torna in patria, deciso a diffondere l'esempio evandriano.

## Accoglienza e critica
Rodolfo De Mattei interpreta Evandria come un'utopia "moderata" che media fra ideale e prassi politica, contrapponendosi alle società perfette di Moro e Campanella. Francesco D'Urso legge l'ordinamento evandriano in chiave giuridico-istituzionale, evidenziando la razionalità del sistema giudiziario e il peso della legge naturale. Giulia Rossi sottolinea l'influenza di Platone e Aristotele sulla costruzione dello Stato ideale.

## Edizioni
- Ludovico Zuccolo, Dialoghi … ne' quali si scoprono nuovi, e vaghi pensieri filosofici, morali, e politici, Venezia, Marco Ginammi, 1625.[1]
- Ludovico Zuccolo, La repubblica di Evandria e altri dialoghi politici, a cura di Rodolfo De Mattei, collana Collana degli Utopisti 3, Roma, Colombo, 1944.[6]
- Ludovico Zuccolo, Il Porto o vero della Republica d'Evandria, in Luigi Firpo (a cura di), L'utopia nell'età della Controriforma, Torino, Giappichelli, 1977,  pp. 41-74.[7]